# Camilo Nogueira Román
Camilo Nogueira Román (n. 22 noiembrie 1936, Vigo, Galicia, Spania) este un om politic spaniol, membru al Parlamentului European în perioada 1999-2004 din partea Spaniei.